# Corte suprema del Regno Unito
La Corte suprema del Regno Unito (UKSC o SCOTUK, in inglese: Supreme Court of the United Kingdom) è la corte di ultima istanza nelle cause civili e penali provenienti dai sistemi giudiziari di tre delle quattro Nazioni costitutive del Regno Unito (Inghilterra, Galles e Irlanda del Nord). Riguardo alla Scozia, invece, la Corte ha competenza solo nel campo civile e non in quello penale.
In qualità di massima corte d'appello, la Corte si occupa dei casi di maggiore importanza pubblica o costituzionale che riguardano l'intera popolazione.

## Storia
La Corte è stata istituita dal Constitutional Reform Act 2005 e ha assunto dal 1º ottobre 2009 le funzioni giudiziarie in materia di devoluzione, in sostituzione del Comitato d'Appello della Camera dei lord (Appellate Committee of the House of Lords).
La nuova Corte ha indipendenza istituzionale ed anche fisica dal parlamento (Westminster); si trova infatti nella Middlesex Guildhall, e marca una separazione netta tra politica e sistema giudiziario.

## La Corte suprema e i suoi giudici
Le previsioni riguardanti la Corte suprema sono contenute nella parte terza del Constitutional Reform Act 2005, più precisamente dalla section 23 alla section 60. L'articolo 23 apre con una formula solenne:
L'articolo continua poi prevedendo che i giudici siano 12 e che essi siano nominati dal sovrano; il numero dei giudici può essere aumentato tramite ‘order in council’ presentati dal parlamento ed emanati dal sovrano. L'articolo dispone che i giudici della Corte Suprema vengano indicati con il titolo di Justices of the Supreme court (giudici della Corte suprema), tranne il giudice nominato presidente (President) il quale prende questo titolo, così come il giudice che è nominato vicepresidente (Deputy President).
I criteri per la scelta e la nomina di queste figure sono descritti negli articoli 26-31. L'articolo 24 è rubricato: “I primi membri della Corte”. In via di prima applicazione, i primi membri della nuova Corte sono le persone che al momento dell'entrata in vigore della disposizione erano Lords of Appeal in Ordinary. Questa disposizione è direttamente legata all'articolo 137, il quale dispone che - nel momento in cui questi giudici vengono nominati justices della Corte suprema - ad essi viene automaticamente tolto il diritto di sedere e votare nella House of Lords. Questo divieto vale fino al giorno in cui essi non termineranno il mandato alla Corte suprema. Il comma prevede anche uno specifico divieto di sedere nelle commissioni della Camera. Si aggiunge poi al secondo comma che il giudice che al momento dell'entrata in vigore dell'atto era il più anziano, il cosiddetto senior Law Lord, divenga automaticamente il presidente della Corte e colui il quale era il secondo più anziano, cosiddetto second senior, prenda il titolo di vicepresidente.

## La nomina dei giudici della Corte suprema
I requisiti per la nomina dei giudici della Corte suprema rimangono quelli previsti per la nomina dei Law Lord in Ordinary.
L'articolo 25 dispone che possono esser nominati giudici coloro i quali abbiano svolto un ruolo analogo in una della Alte corti del Regno per almeno due anni e chi abbia svolto la professione di avvocato per almeno 15 anni. Le novità riguardano la procedura di nomina che riguarderanno i giudici, il presidente e il vicepresidente della corte.
Prima della riforma le nomine erano fatte formalmente dal re al quale venivano presentati i nomi dal primo ministro al quale venivano a sua volta presentati dal lord cancelliere che li selezionava a sua discrezione con il Consiglio delle alte corti e delle associazioni professionali. Con gli articoli 26-31 e l'allegato (schedule) 8 si disegna un metodo inedito per la nomina che si pone in corretta consonanza con la ratio dell'intera riforma e con la nuova sensibilità, attenta alla trasparenza e all'indipendenza che la stessa vuole dimostrare.
Il nuovo metodo prevede la nomina regia e la presentazione dei nomi al re da parte del primo ministro ma è nella selezione di questi nomi che si trova la novità. Ponendosi in stretta continuità con l'istituzione delle commissioni indipendenti per la nomina dei giudici ordinari, la selezione dei giudici della Corte suprema viene effettuata da una commissione indipendente. Questa commissione, disegnata dall'allegato 8, è formata da 5 membri: il presidente e il vicepresidente della Corte, un membro della Judicial Appointment Commission per l'Inghilterra e il Galles, un membro di quella per la Scozia e un membro di quella dell'Irlanda del Nord. L'articolo 27, rubricato "procedimento di selezione", prevede che la Commissione debba consultare i giudici delle alte corti del regno, il Lord Chancellor, il primo ministro scozzese, il presidente del parlamento gallese e il segretario di stato (cioè il ministro) per l'Irlanda del Nord per la selezione del nomi e che la selezione possa avere ad oggetto un solo nome ogni volta. Il primo comma di questo articolo lascia la più ampia libertà alla commissione nella formazione delle procedure interne di scelta del nome da proporre e prevede come unico parametro di riferimento, con una formula alquanto sintetica, che la selezione debba essere effettuata ‘on merit’ (sul merito). Successivamente vengono previsti altri due parametri ai quali la Commissione deve prestare attenzione nella scelta del nome: da un lato essa deve assicurarsi che i giudici della Corte abbiano esperienza e conoscenza del diritto di ogni parte del regno e dall'altro si deve prestare orecchio alle eventuali indicazioni del Lord Chancellor. È poi presente una clausola di esclusione per la nomina dei membri stessi della commissione.
L'articolo successivo descrive la procedura successiva all'individuazione del nome da parte della commissione. Il nome deve essere presentato al Lord Chancellor il quale, dopo aver consultato tutte le persone precedentemente consultate dalla commissione, può accettarlo, rifiutarlo o chiedere alla Commissione di ‘riconsiderarlo’. Nel caso in cui venga accettato, esso passa nelle mani del primo ministro e poi in quelle della Regina per la nomina finale. Nel caso in cui venga rifiutato o in cui venga chiesta la ‘riconsideration’, la parola ritorna alla commissione la quale rispettivamente potrà riproporre lo stesso nome o dovrà necessariamente cambiare la propria selezione. Dopo questo passaggio, che ha una funzione di controllo nei confronti della Commissione, il Lord Chancellor deve infine notificare il nome proposto al Primo ministro. È interessante notare come nella proposta del Governo di Gordon Brown per quanto riguarda le riforme effettuate nell'anno 2008/2009 sia presente una modifica del ruolo del Lord Cancelliere proprio in questo suo ruolo. La modifica proposta dal Governo ha diminuito fortemente l'influenza del Lord suddetto sulle scelte della Commissione.
La ‘section’ 32 riguarda l'obbligo per le persone nominate quali Giudici della Corte suprema di prestare giuramento e lo stesso è richiesto quando vengano nominati il presidente e il vicepresidente.
Per quanto riguarda la durata dell'incarico, il testo dispone che ogni giudice sia libero di dimettersi in qualunque momento dandone comunicazione scritta al lord cancelliere, anche il presidente e il vicepresidente possono dimettersi dal loro incarico rimanendo comunque parte della Corte. I giudici della Corte possono stare in carica fino al compimento dei 70 anni come era già previsto dalle regole per i Law Lords ma, come già prima per i Law Lords, possono esserci dei giudizi in cui la corte non è formata soltanto dai componenti della Corte suprema. L'articolo 39, infatti, dispone che sia istituito un ‘supplementary panel’ (un elenco supplementare) nel quale vengono inseriti tutti i componenti della Camera dei lord che abbiano determinate caratteristiche. Essi devono avere meno di 75 anni e aver ricoperto il ruolo di giudice in una delle più alte corti del Regno, compresa la suprema Corte, o essere stati membri del Privy Council entro i 5 anni precedenti. L'articolo dispone che siano esclusi da questo elenco coloro i quali abbiano ricoperto l'incarico di Lord Cancelliere. Le persone di questo elenco, così come i ‘senior territorial judges’ (i giudici delle corti d'appello d'Inghilterra, Galles, Scozia e Irlanda del nord) possono essere chiamate temporaneamente dal presidente della Corte a ricoprire il ruolo di giudice della Corte suprema.
Per concludere il breve articolo 33 dispone che i giudici, una volta nominati, possono essere rimossi dall'incarico solo per cattiva condotta e con l'accordo di entrambe le camere del Parlamento.

## Giurisdizione
La legge dispone che la giurisdizione della Corte suprema sia quella prima appartenente all'Appellate Committee della House of Lords congiunta a quella relativa alla devoluzione del Privy Council. Il combinato disposto dell'articolo 40 e dell'allegato 9, porta la Corte ad occuparsi in materia civile dei ricorsi provenienti dalla ‘Court of Appeal (civil division) of England and Wales', dalla ‘Court of Appeal of Northern Ireland’ e dalla ‘Court of Session’ scozzese. Nel caso in cui sorgano importanti questioni interpretative di interesse generale, possono essere proposti ricorsi direttamente dalla High Court of England o dalla ‘High Court of Northern Ireland’. Per tutti questi casi è necessario un ‘leave’ (autorizzazione a procedere) che, esattamente come per la Appellate Committee, può essere concesso sia dalla corte di provenienza, sia dalla Corte suprema.
In materia penale, esattamente come la House of Lords, la Corte si occupa dei casi provenienti dalle ‘criminal division’ delle ‘Court of Appeal of England and Wales’ dalla ‘Court of Appeal of Northern Ireland e dalla ‘Court-Martial Appeal Court’. In questi ultimi casi è previsto che il ‘leave’ venga concesso sia dalla corte che ha pronunciato la sentenza che si vuole appellare sia dalla Corte suprema. Come si notava in precedenza non si è colta l'occasione della riforma per introdurre nella competenza della più alta corte del Regno i ricorsi contro le sentenze in materia penale della ‘High Court of Justiciary’, la corte d'appello scozzese, le quali rimangono quindi escluse dalla competenza della Corte suprema.
Per quanto riguarda la competenza in materia di devoluzione bisogna far riferimento alla competenza anteriormente assegnata alla Judicial Committee del Consiglio privato di sua maestà. Con le tre leggi con cui il Parlamento di Westminster ha devoluto alcune funzioni legislative alle autonomie locali: con lo Scotland Act, il Government of Wales Act e il Northern Ireland Act si era assegnata la competenza a risolvere i conflitti tra i diversi livelli legislativi ed esecutivi al Privy Council, data la sua esperienza con la giurisdizione coloniale.
La ‘section’ 41 dispone che la legge “non influenzerà la separazione dei tre sistemi giuridici esistenti nel Regno Unito”. Inoltre, lo stesso articolo continua dichiarando che la Corte suprema deve essere considerata, per gli appelli provenienti da una parte del Regno una corte facente parte di quella parte del regno.
Il Committee ha giurisdizione in appello su 27 diverse giurisdizioni (incluse 14 nazioni indipendenti).

## La composizione, il funzionamento e le procedure
La corte opera secondo regole che ricalcano quelle già operanti per la House of Lords. Secondo l'art. 42, per tenere un giudizio, la corte deve essere composta da almeno 3 giudici, dei quali più della metà siano ‘permanent judges’ ossia parte dei 12 giudici permanenti della Corte mentre i restanti possono essere ‘acting judges’, facenti parte del ‘supplementary panel’ e nominati per l'occasione.
Per l'art. 44 la corte può nominare uno o più "qualified advisers" – consulenti – per una specifica fase del procedimento ovvero per la durata intera.